# Chocolat, clown nègre
Pour les articles homonymes, voir Chocolat (homonymie).
Chocolat, clown nègre est un spectacle mis en scène par Marcel Bozonnet, inspiré par la vie de Rafaël alias Chocolat, qui avec Foottit forma un duo de clowns à succès durant la Belle Époque.
La pièce s'accompagne d'une exposition, d'un film documentaire et d'un livre de l'historien Gérard Noiriel.

## Genèse
En mai 2007, Gérard Noiriel démissionne du comité scientifique de la Cité nationale de l'histoire de l'immigration, après la création d'un ministère associant immigration et identité nationale. Il crée alors un spectacle soutenu financièrement par le conseil régional d'Île-de-France, Chocolat, inspiré des (faux) Mémoires de Foottit et Chocolat de Franc-Nohain. Ce spectacle minimal est représenté plus d'une soixantaine de fois devant un public associatif ou de lycéens. Devant les réactions de ce public de banlieue, qui s'étonne de la passivité de Chocolat face à Foottit qui le ridiculise, Noiriel collabore seize mois plus tard avec Marcel Bozonnet pour créer le spectacle définitif. Pour Armelle Héliot, « l'homme de théâtre et l'historien de l'immigration ont travaillé ensemble pour faire de la vie de Rafaël un spectacle ». « Ils ont conçu un spectacle centré sur la figure de Chocolat, qui en évoque la vie, l'œuvre, le rire, la mort, le risque, l'aliénation. Ils ont écrit une pièce qui fait la part belle aux numéros de clown mais évoque également la vie de l'esclave affranchi et du héros déchu, le regard de ses proches et de ses contemporains, le contexte d'une société qui fonde l'école gratuite, érige la Tour Eiffel, provoque l'affaire Dreyfus et expose ses sujets dans des zoos humains ».

## Réception critique
Pour Philippe Chevilley, dans Les Échos, il s'agit d'un spectacle « hybride — mi théâtre, mi cirque », dans lequel « l'acrobatie et la danse font jeu égal avec la parole », et où Yann Gael « incarne avec justesse de personnage de légende : charismatique, élégant, spirituel et émouvant, à l'aise dans ses pas comme dans ses mots — il est tout simplement magnifique » . Pour Annie Chénieux, dans Le Journal du dimanche, « la leçon d’histoire et le spectacle cohabitent pour le meilleur, dans une mise en scène aérienne » dans laquelle Yann Gael « est un fantastique Chocolat et le duo qu’il forme avec Sylvain Decure est une belle réussite ».

## Représentations principales en 2012

### Équipe technique
- Auteur : Gérard Noiriel
- Adaptation pour la scène : Gérard Noiriel et Marcel Bozonnet
- Mise en scène : Marcel Bozonnet
- Chorégraphie : Natalie Van Parys
- Costumes : Renato Bianchi[7]

### Personnages
- Yann Gael : Chocolat ;
- Sylvain Decure : Foottit ;
- Manon Combe Zuliani : quatre rôles, dont celui de Marie, artiste de cabaret et compagne de Chocolat ;
- Ode Rosset : acrobate et fille adoptive de Chocolat ;
- Marcel Bozonnet.

### Lieux
- Maison de la Culture, Amiens : création le 14 février 2012
- Théâtre du Gymnase, Marseille : du 22 au 24 février
- Théâtre des Bouffes-du-Nord, Paris : du 14 au 18 mars
- Comédie de Caen, Caen : du 2 au 6 avril[8].

## Adaptation
La pièce fait l'objet d'une adaptation cinématographique. Le film Chocolat de Roschdy Zem sort le 3 février 2016.